# UVC Graz
UVC Graz är en volleybollklubb från Graz, Österrike.
Klubben har varit framgångsrik både på herr- och damsidan.
Dess herrlag har vunnit österrikiska mästerskapen en gång (2021) och österrikiska cupen två gånger (2019 och 2020). Dess damlag har vunnit österrikiska mästerskapen en gång (2018) och österrikiska cupen två gånger (2017 och 2018).